# Torre Evoluzione
La Torre Evoluzione (in russo Башня «Эволюция»?, bašnja Ėvoljucija nota anche col nome inglese Evolution Tower) è un grattacielo situato nelle aree 2 e 3 come parte del Moscow International Business Center di Mosca, in Russia. Nel 2016 Transneft ha acquistato la torre per 1 miliardo di dollari. La costruzione dell'edificio è iniziata nel 2011 ed è stata completata alla fine del 2014.
Il palazzo è caratterizzato da una struttura a spirale, i quali angolo, che sono anche i pilastri rettangolari che reggono la struttura, ruotano su loro stessi, richiamando nell'impatto visivo la forma della molecola di DNA.

## Storia
Inizialmente, la compagnia "Snegiri" di Alexander Chigirinsky e "Inteco" di Elena Baturina progettarono di costruire il più grande palazzo per matrimoni della capitale in questo sito. Con la crisi del 2008 il progetto è stato congelato. Nel 2010, Inteco ha venduto la sua quota a Viktor Rashnikov e al suo partner. L'idea del palazzo dei matrimoni fu abbandonata a favore di una torre per uffici.
La costruzione del grattacielo è iniziata nel 2012. Nell'agosto 2011, la Gazprombank ha aperto una linea di credito di 345 milioni di dollari per 7 anni per completare la costruzione. Nel 2014 è stato commissionato il complesso multifunzionale, che comprende una parte di shopping e intrattenimento su tre livelli. L'appaltatore generale era la società turca Renaissance Construction. I costi esatti di costruzione sono sconosciuti, ma l'RBK Group ha citato stime di esperti che hanno stilato i costi tra i 446 e i 520 milioni di dollari.

## Architettura

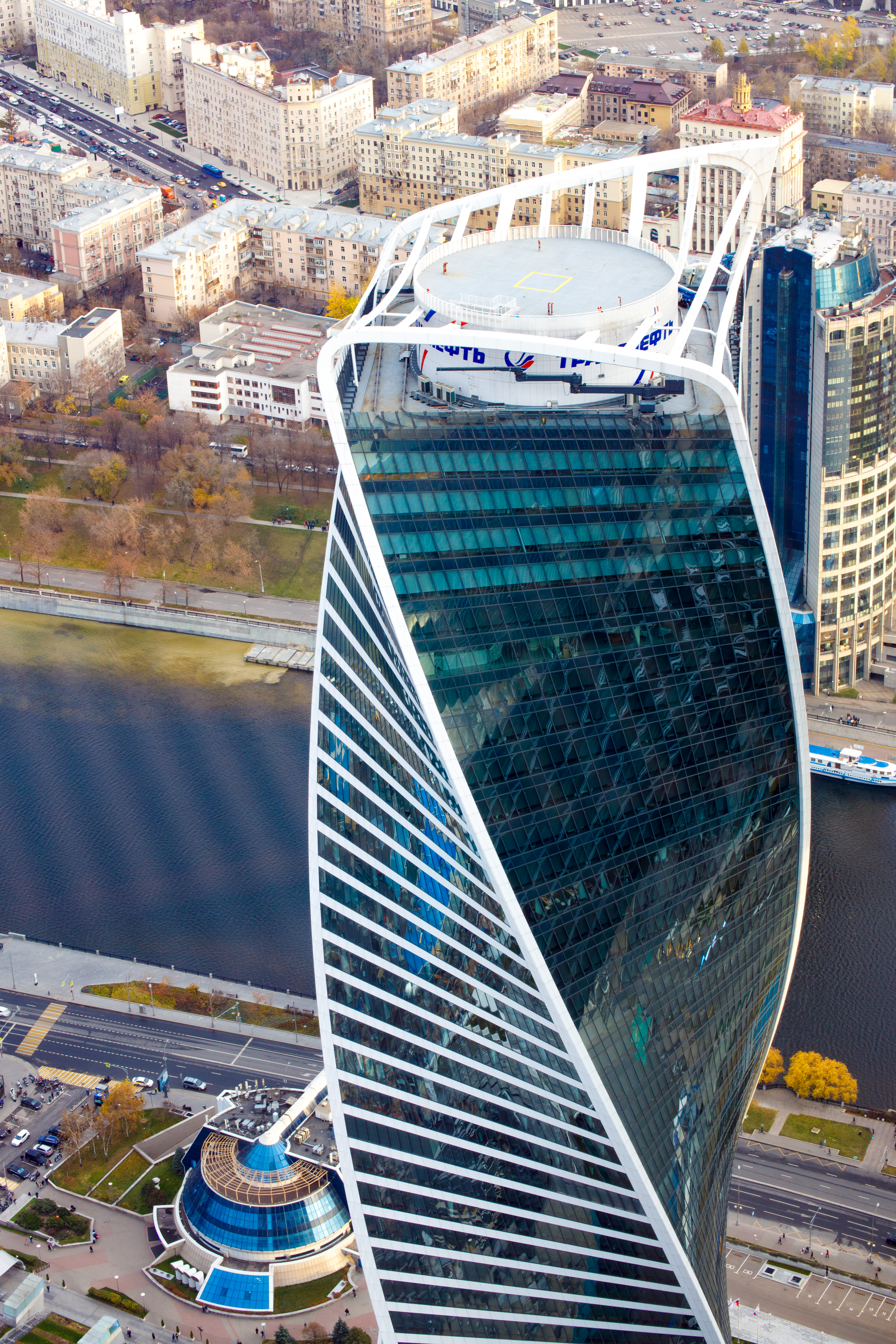
Tetto con eliporto della torre

Il progetto spirale della torre è stato realizzato dallo studio d'architettura RMJM tra gli anni 2005 e 2007, insieme con l'artista scozzese Karen Forbes e l'architetto Philipp Nikandrov.  La sua particolare struttura è diventata una proiezione del simbolo yin e yang, che simboleggia una coppia danzante - la sposa e lo sposo. Secondo il progetto, il Palazzo dei Matrimoni avrebbe dovuto essere situato ai piedi della torre, ma questa idea fu successivamente abbandonata.
Nel 2011, dopo lo scarto iniziale del progetto, la torre prese il nome di "Evolution". Successivamente, le soluzioni progettuali sono state riviste, la torre è cresciuta di 7 livelli e la sua facciata venne costruita interamente in vetro.
Il complesso si estende su una superficie di 2,55 ettari, di cui 2 paesaggistici terrazzati per tutta la città. Alla galleria commerciale della torre è stato assegnato uno stilobate a tre livelli con una superficie totale di 28.000 m2 con varie uscite disponibili: per la torre, per la stazione della metropolitana e per il ponte di Bagration. Il suo tetto è adattato per fontane, terrazze dei caffè e paesaggistica. Il dislivello tra il tetto e il rilevato è compensato da scale mobili protette da pensiline. Sotto lo stilobate c'è un parcheggio multipiano per 1.292 auto.
Ogni piano aumenta la sua angolazione di 3 gradi, rendendo l'edificio "attorcigliato" di oltre 156 gradi. Allo stesso tempo, il nucleo centrale e le otto colonne con luci di 15 metri tra gli assi rimangono rigorosamente verticali per tutta l'altezza. La geometria a spirale è ripetuta solo dai quattro pilastri angolari dell'edificio. Per il progetto è stato progettato un sistema di cassaforma autosollevante, che combina le funzioni di frangivento e piattaforma di lavoro. Grazie a questo, è stato possibile realizzare la costruzione del pavimento in 6 giorni. La sommità della torre è coronata da due "archi" asimmetrici con una luce di 41 m, che uniscono visivamente due facciate opposte. Furono prodotti in Piemonte e successivamente consegnati in parte in Russia.
I vetri della facciata sono posti in finestre a doppi vetri a camera singola con vetro a specchio SunGuard High Performance della Guardian Industries.Un nastro continuo di vetri curvi con una superficie di 60.000 m² con un'inclinazione costante agli angoli della torre (circa 14 gradi rispetto alla verticale) crea un'illusione ottica che riflette i panorami di Mosca invertiti con un angolo di 90 gradi rispetto all'orizzonte.
L'edificio utilizza una nuova soluzione ThyssenKrupp per gli ascensori, riducendo il numero di vani da 12 a 10.

## Riconoscimenti e premi
- Nel 2015 ha ricevuto il Grand Prix ed è stata riconosciuta come il miglior progetto completato utilizzando strutture in vetro e traslucide al IV concorso di architettura russo "Glass in Architecture 2015" organizzato dall'Unione degli architetti della Russia.[8]
- Nel 2015 è diventata finalista del Concorso internazionale per i migliori grattacieli del mondo "CTBUH Awards 2015", organizzato dal Council for High-Rise Buildings and Urban Environment (USA) nella categoria "Best High-Rise Building in Europe".[4][9]
- Nel 2015 il progetto è diventato vincitore del concorso professionale NOPRIZ, ricevendo il primo posto nella nomination "Il miglior progetto di un complesso multifunzionale".[10]
- Nel 2016 il Council for Tall Buildings and Urban Environments ha incluso la torrer nell'elenco dei 30 grattacieli a spirale più alti del mondo.[11]

## Galleria d'immagini

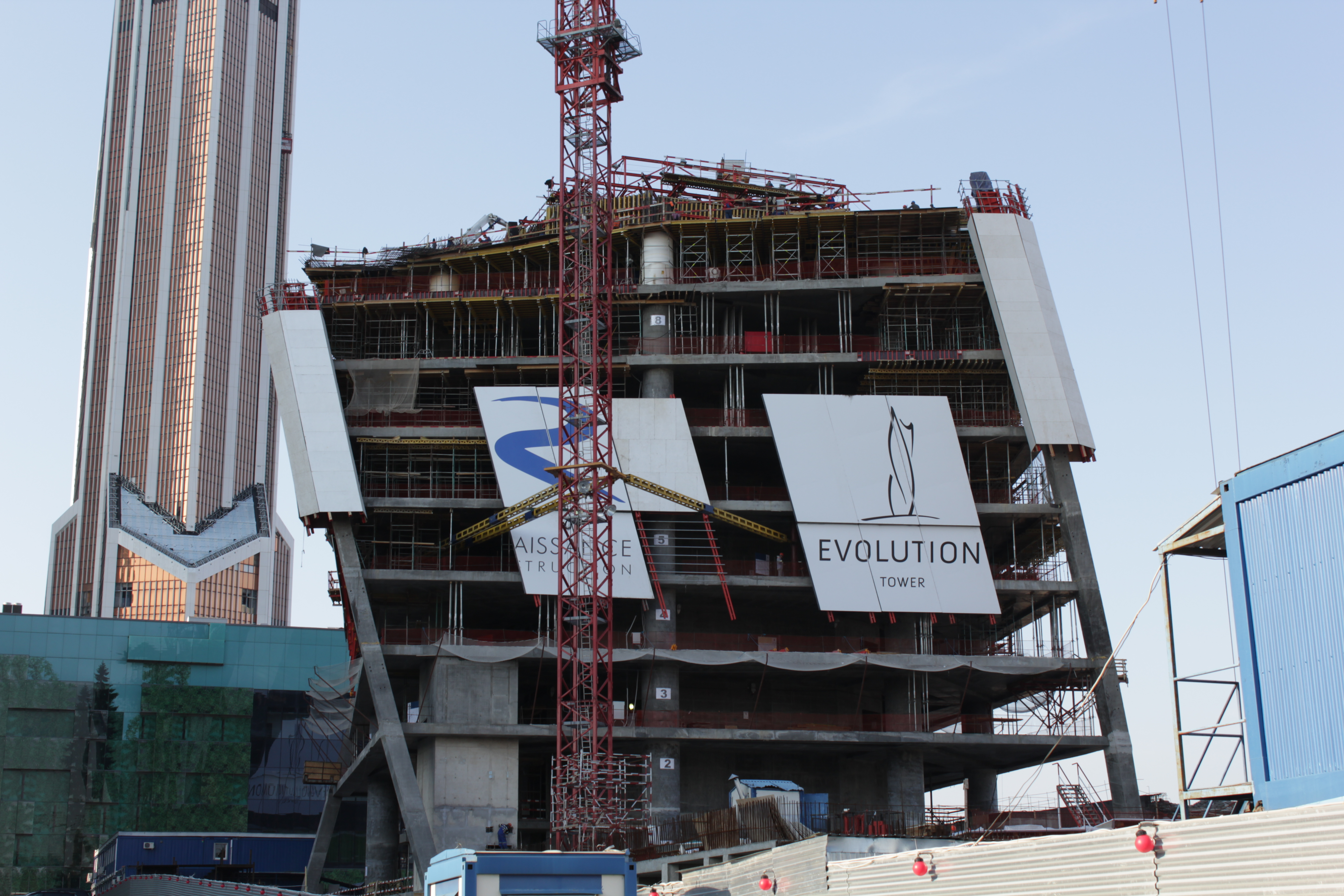
12 settembre 2012, 10º piano
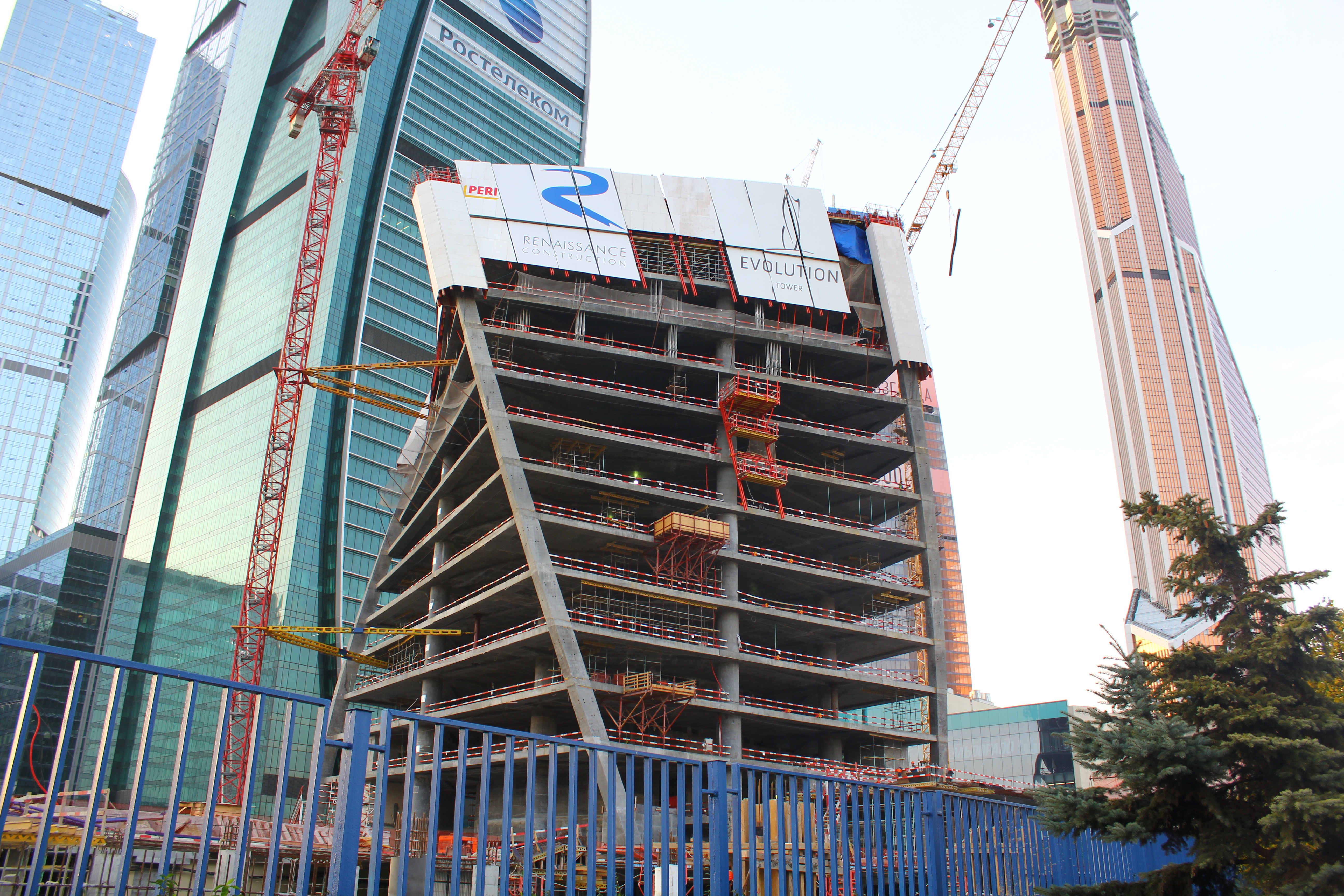
20 ottobre 2012, 15º piano
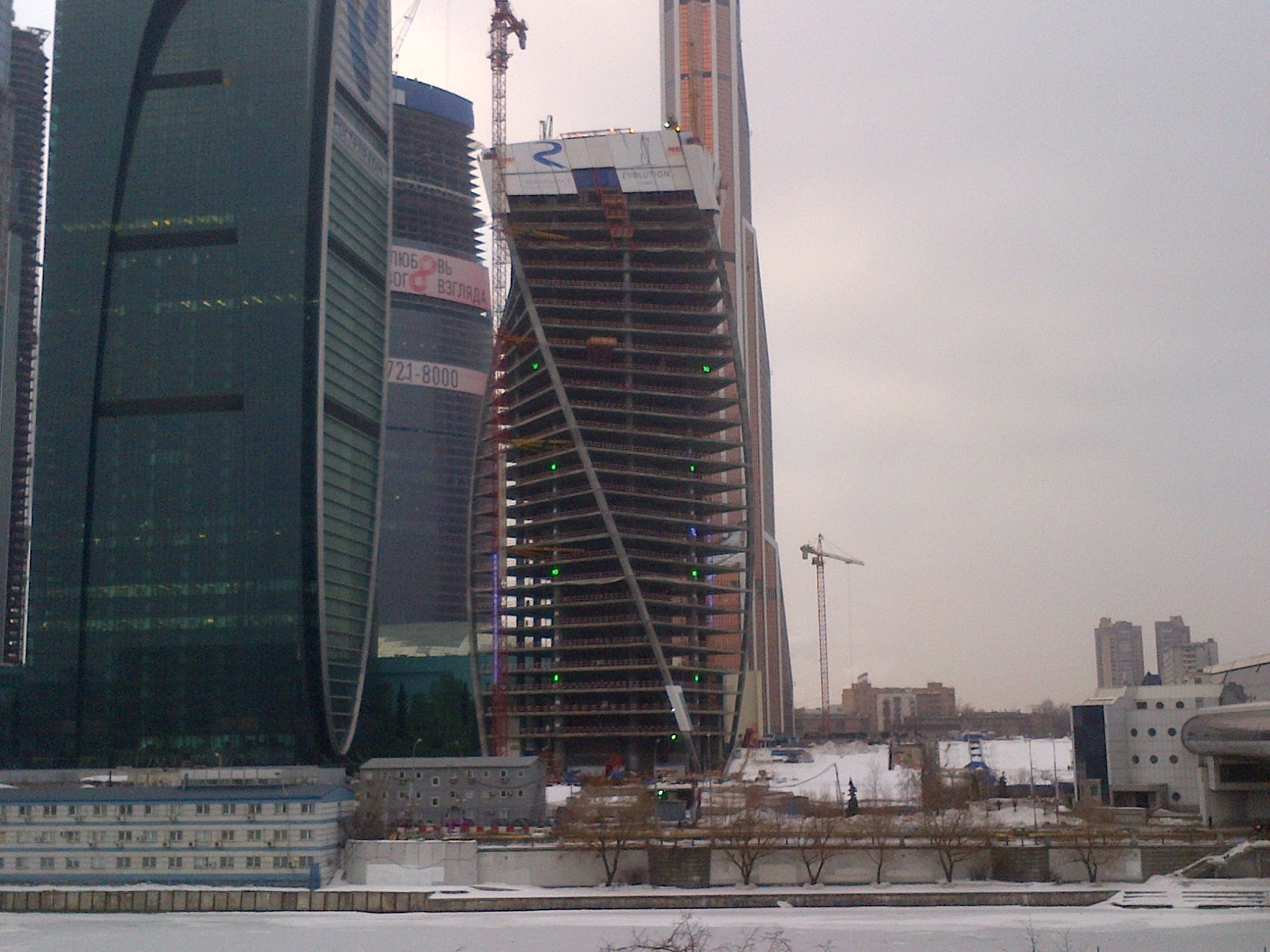
18 febbraio 2013, 29º piano
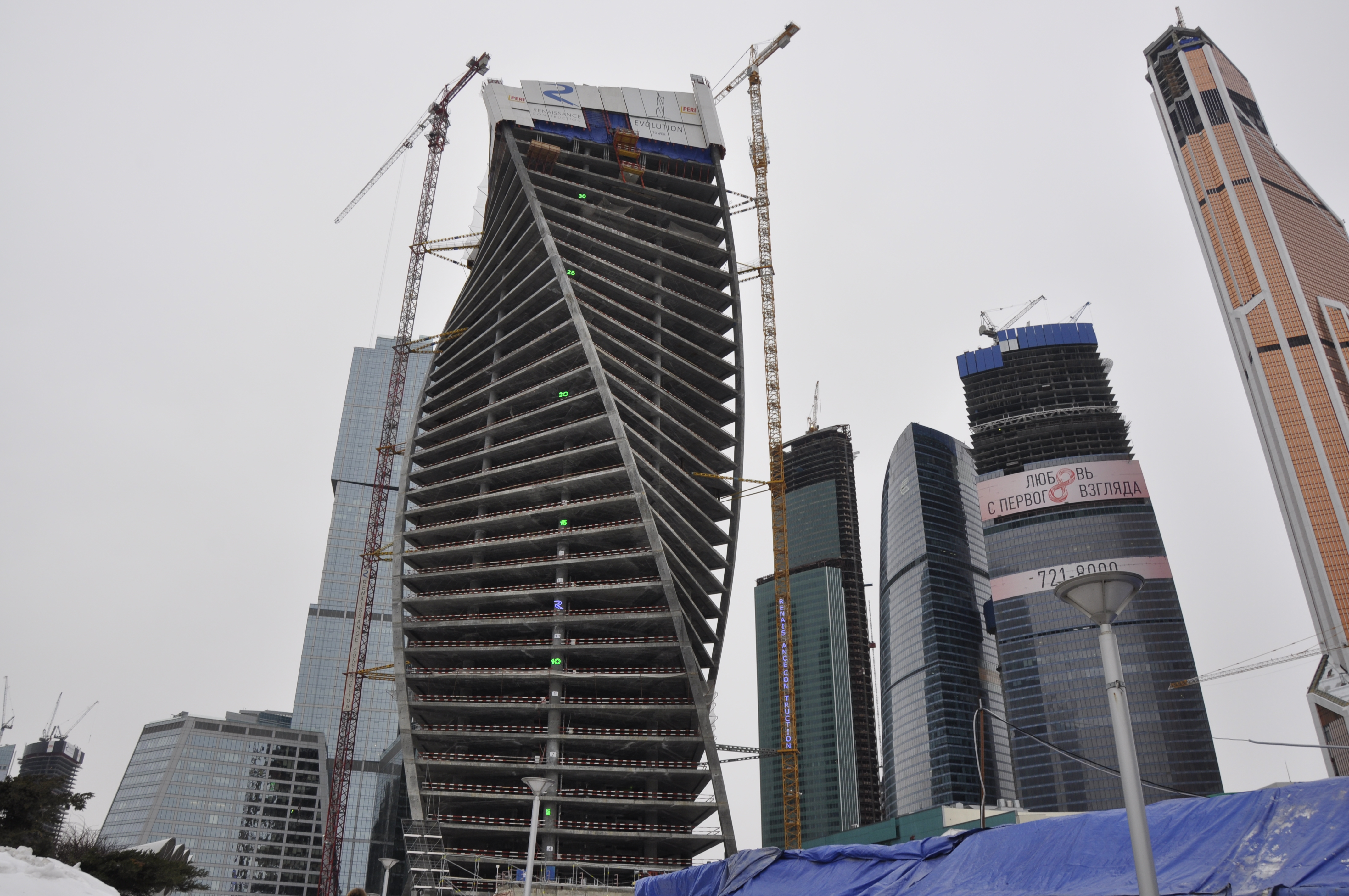
23 marzo 2013, 34º piano
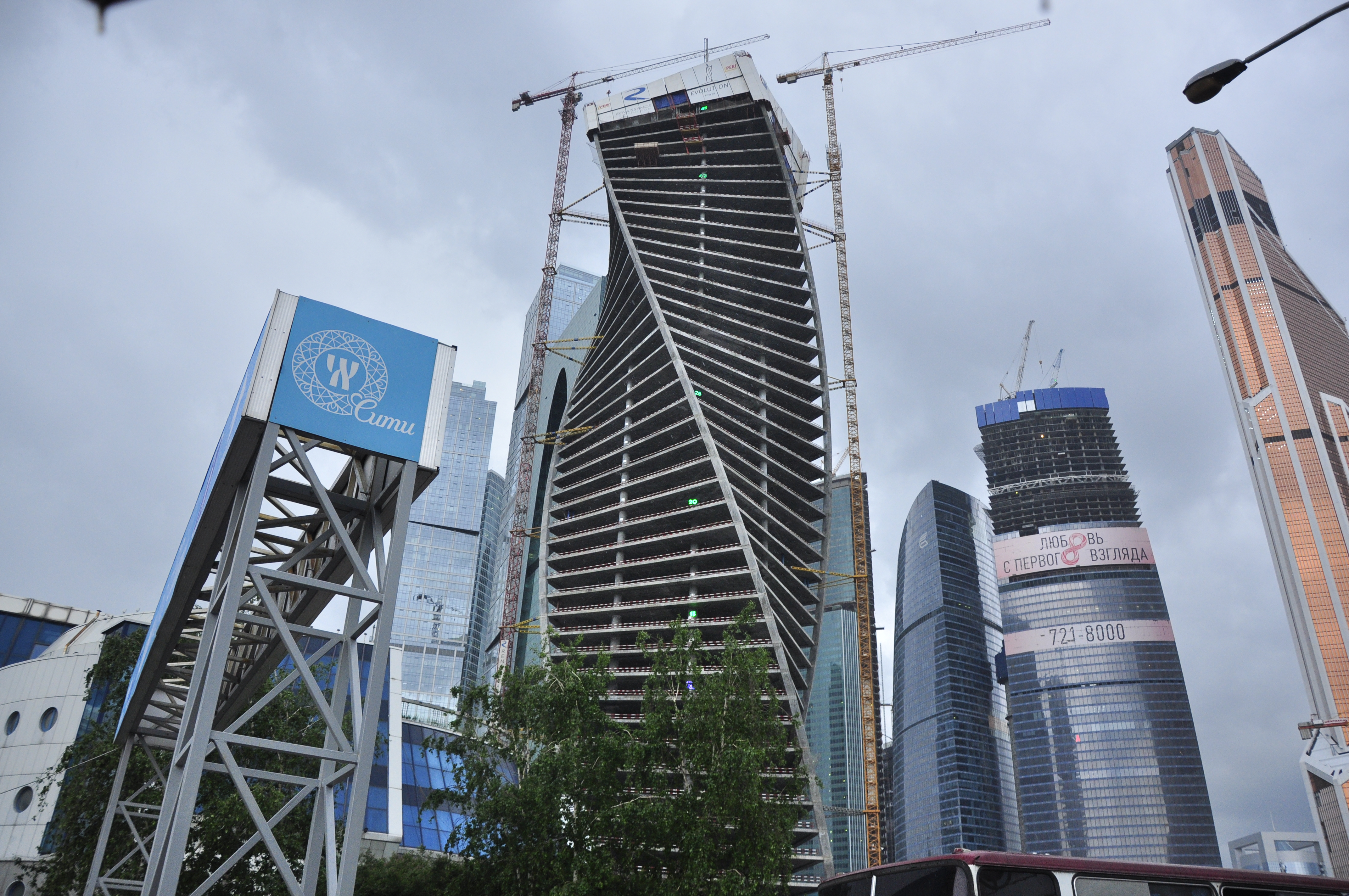
26 maggio 2013, 46º piano
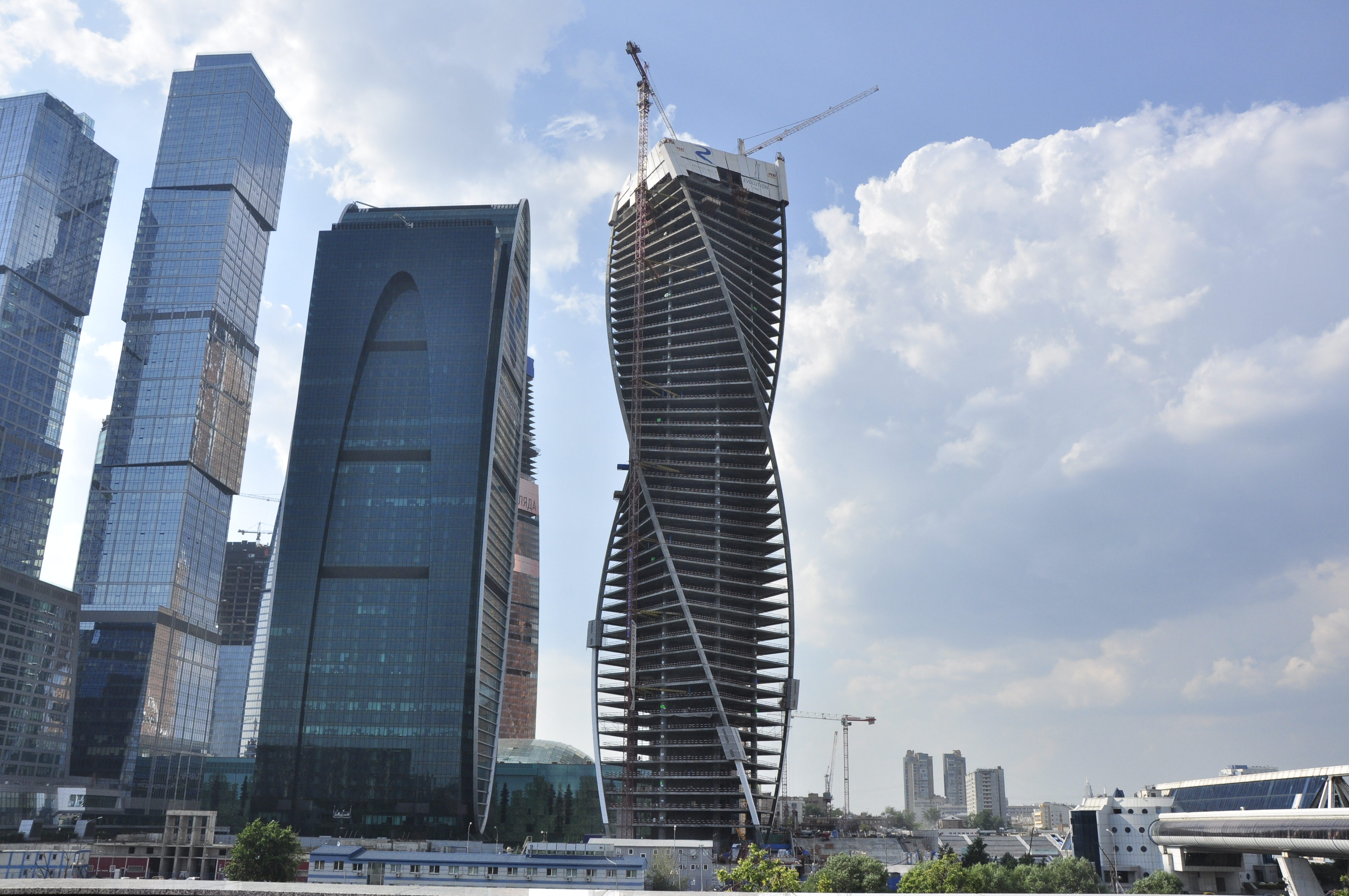
29 giugno 2013, 49º piano
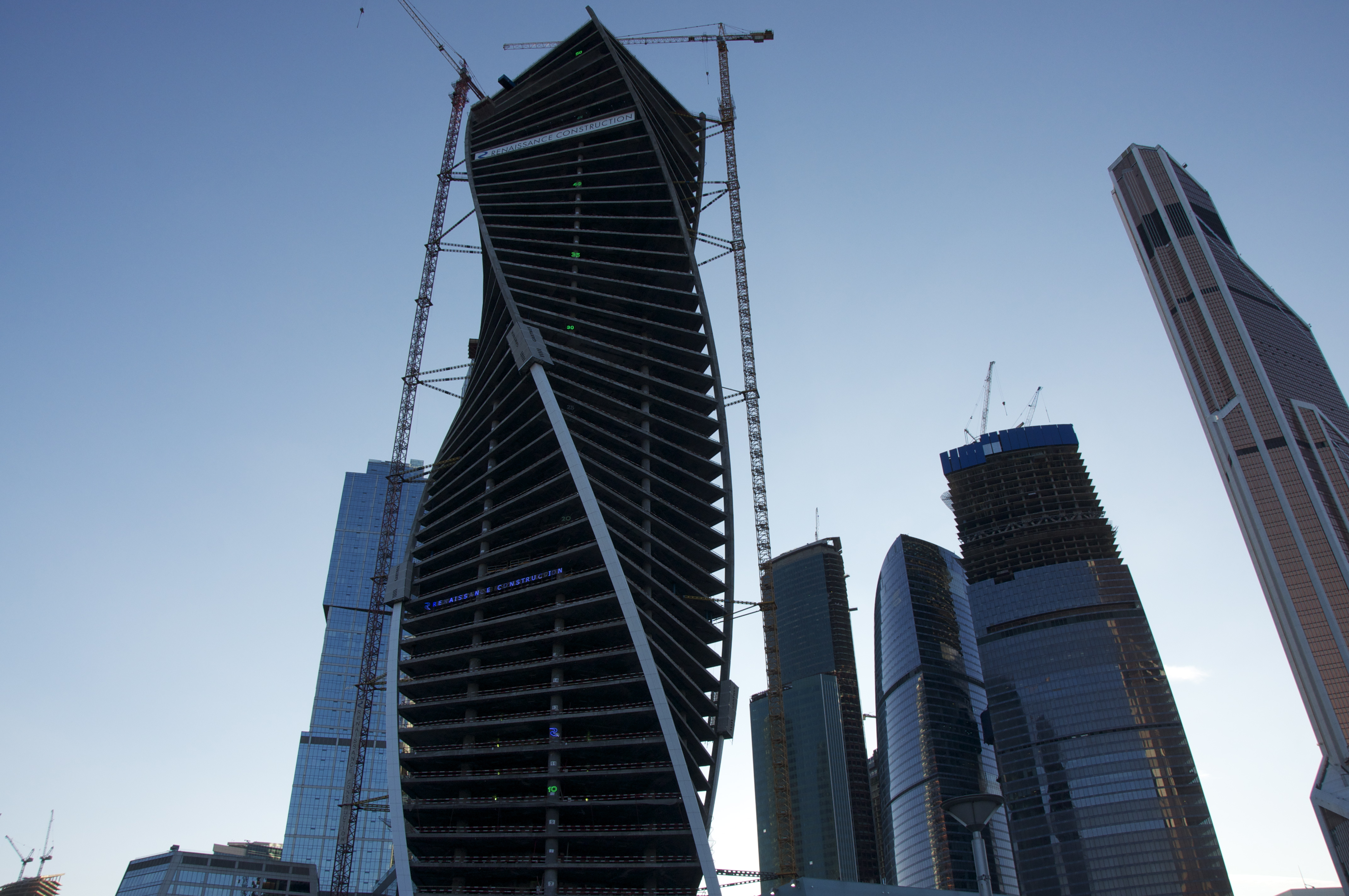
28 agosto 2013, 52º piano
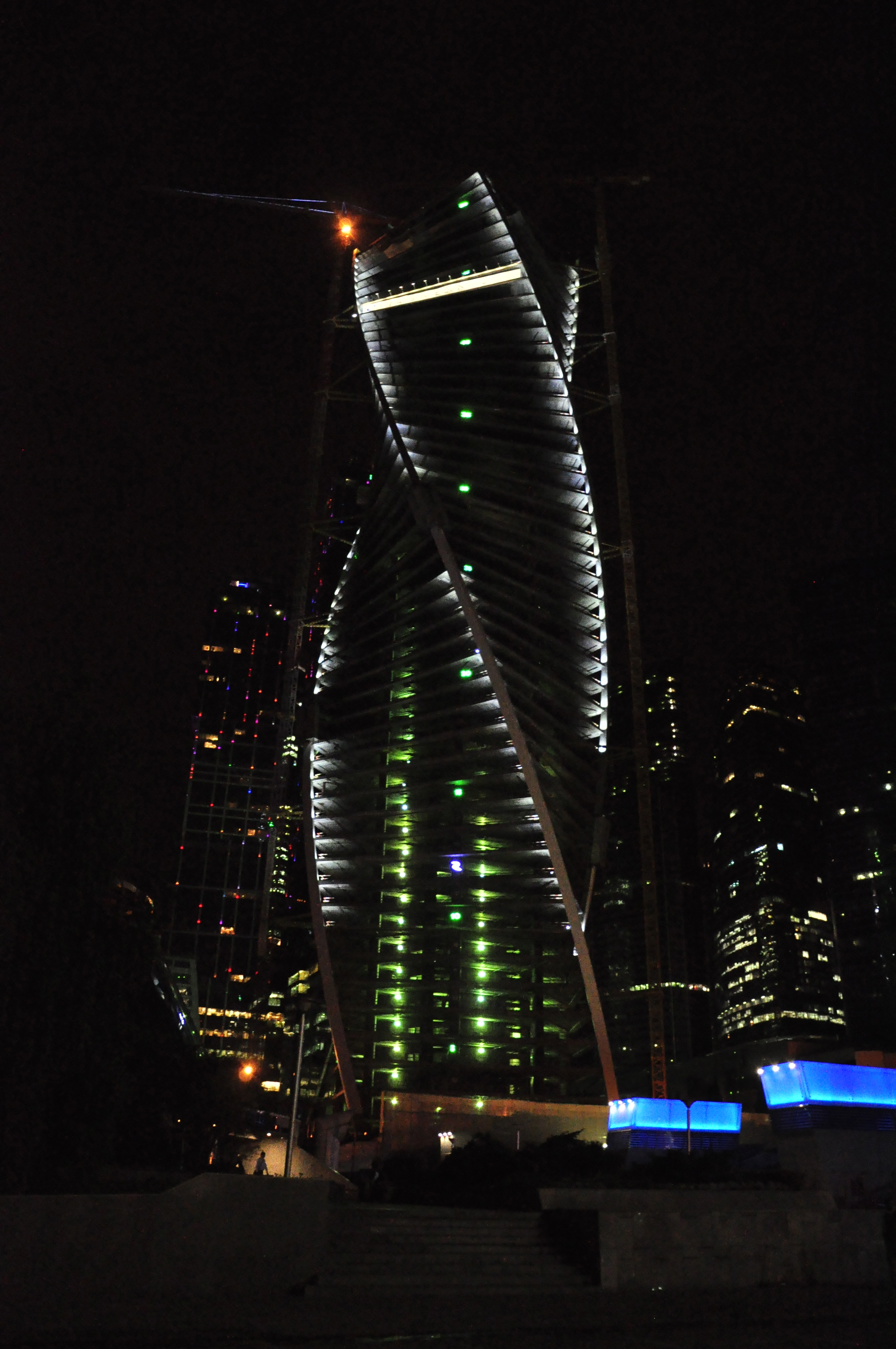
28 agosto 2013, vista notturna durante la costruzione
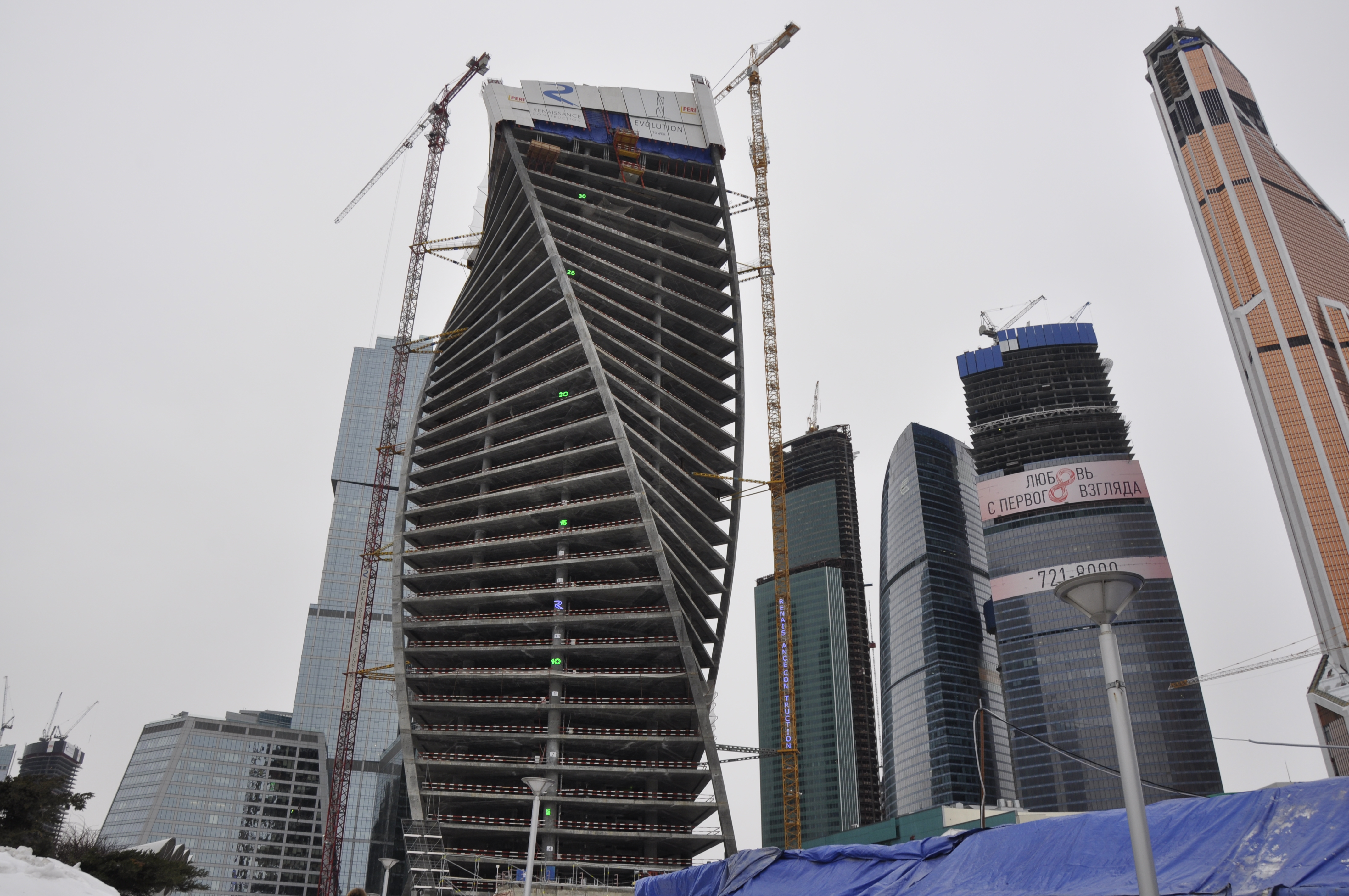
29 dicembre 2013, vetri
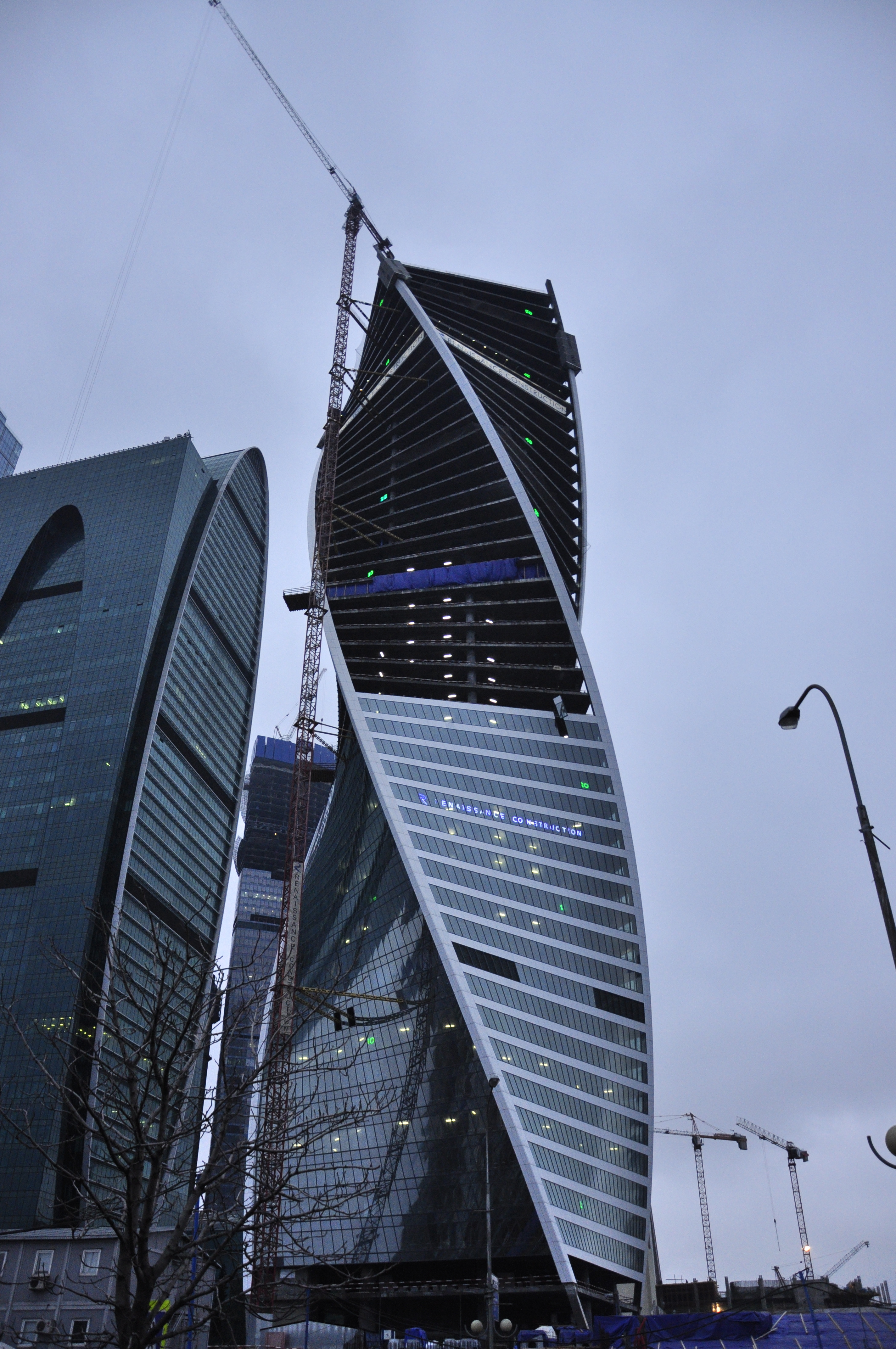
15 febbraio 2014, inserimento delle vetrate
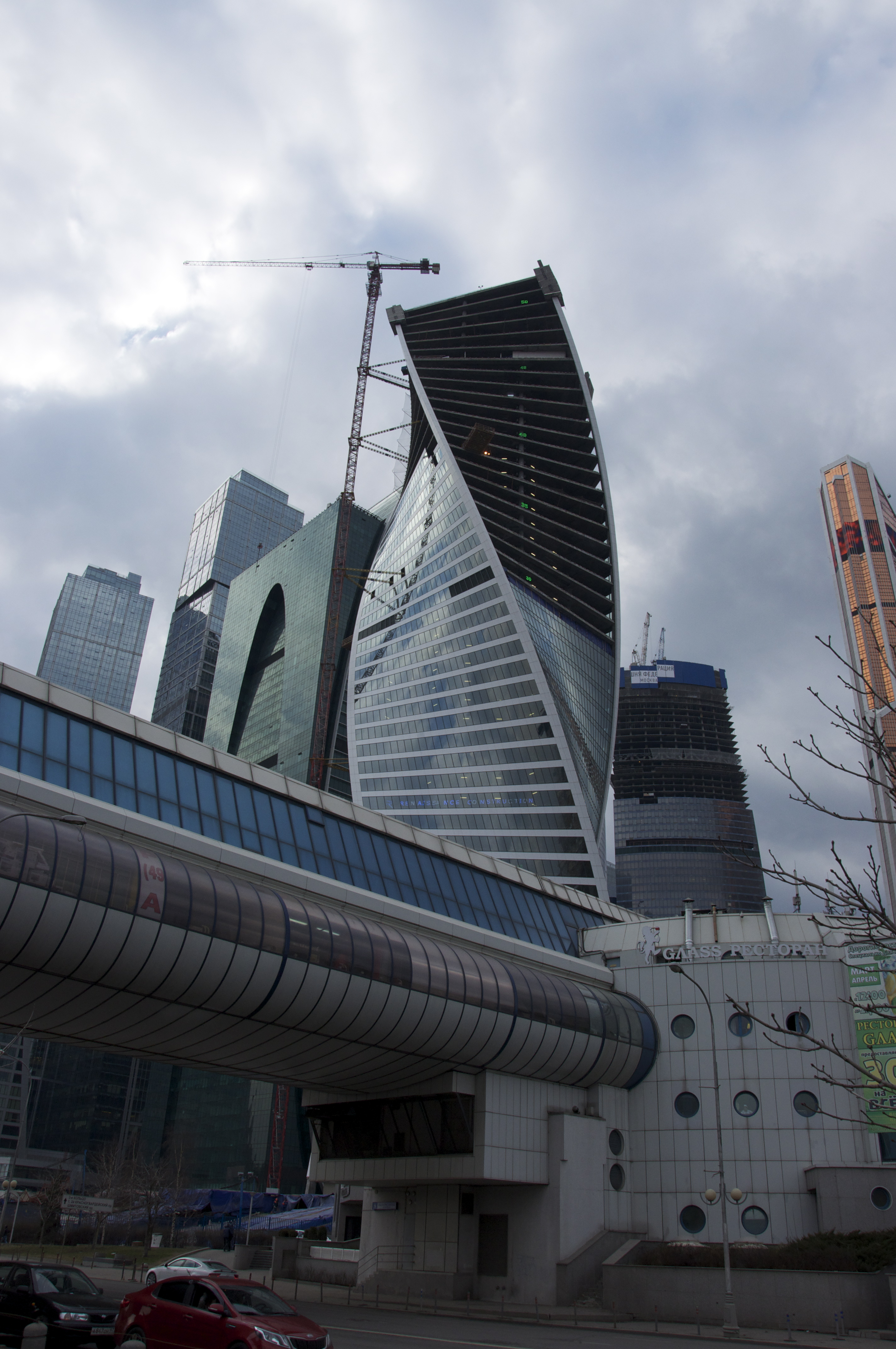
30 marzo 2014
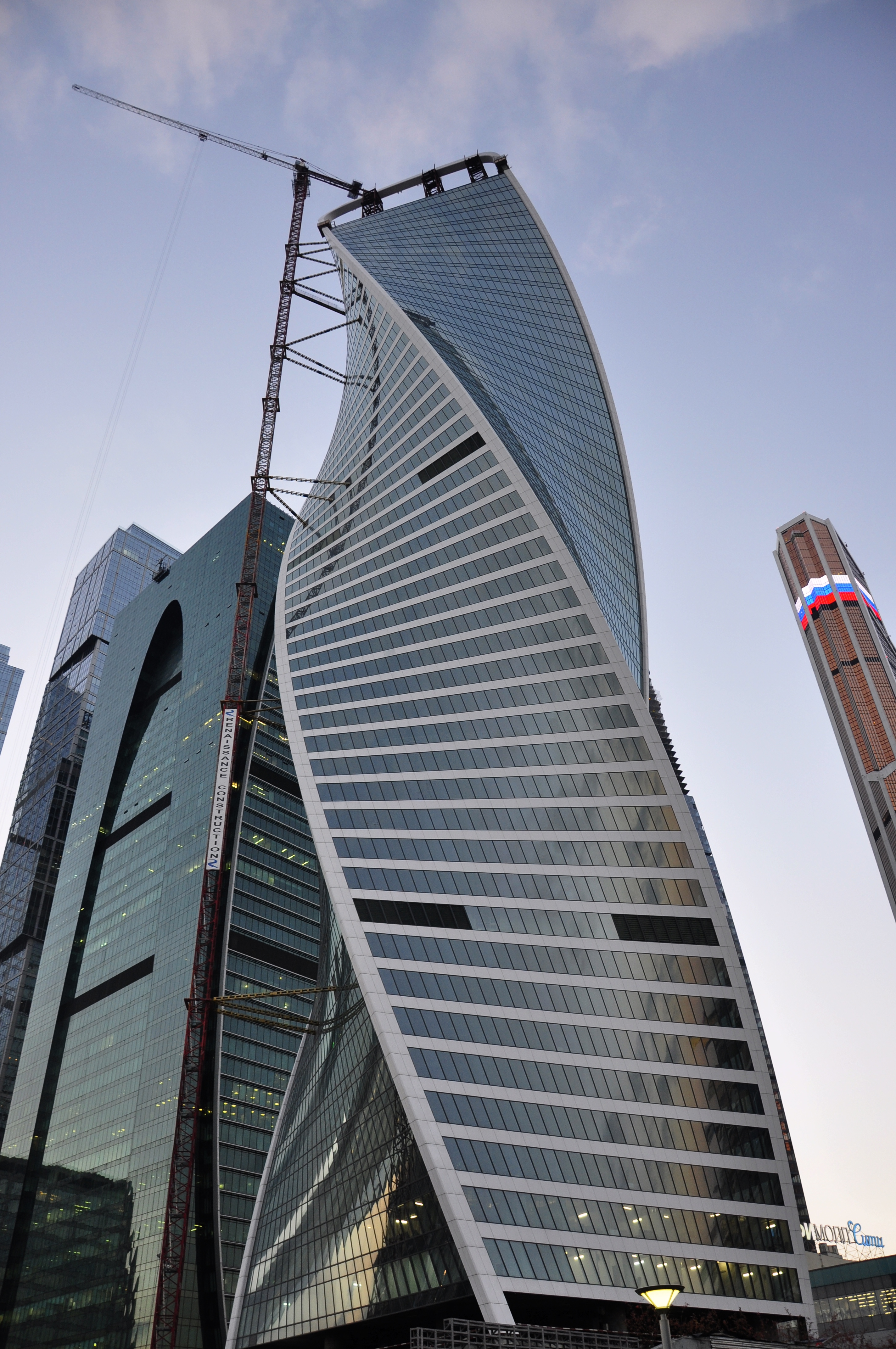
7 ottobre 2014, lavori finali sulla facciata